# Кастелафијуме (Л'Аквила)
Кастелафијуме (итал. Castellafiume) је насеље у Италији у округу Л'Аквила, региону Абруцо.
Према процени из 2011. у насељу је живело 1059 становника. Насеље се налази на надморској висини од 879 м.